# Janne Keinänen
Janne Keinänen (* 1983) ist ein ehemaliger finnischer Snowboarder. Er startete in der Paralleldisziplin und im Snowboardcross.

## Werdegang
Keinänen trat international erstmals bei den Juniorenweltmeisterschaften 2000 in Berchtesgaden in Erscheinung. Dort belegte er den 59. Platz im Parallelslalom, den 57. Rang im Parallel-Riesenslalom und den 28. Platz in der Halfpipe. In der Saison 2000/01 gab er in Ruka sein Debüt im Snowboard-Weltcup, wobei er den 58. Platz im Parallel-Riesenslalom errang und kam bei den Juniorenweltmeisterschaften 2001 in Nassfeld auf den 69. Platz im Parallel-Riesenslalom sowie auf den 36. Rang im Parallelslalom. Drei Tage nach seinem Weltcupdebüt erreichte er mit dem 14. Platz im Snowboardcross seine beste Platzierung im Weltcup. Im folgenden Jahr gewann er bei den Juniorenweltmeisterschaften in Rovaniemi die Silbermedaille im Snowboardcross. Zudem errang er dort den 35. Platz im Parallel-Riesenslalom. In der Saison 2002/03 erreichte er mit dem 48. Platz im Snowboardcross-Weltcup sein bestes Gesamtergebnis und fuhr bei den Snowboard-Weltmeisterschaften 2003 am Kreischberg auf den 12. Platz im Snowboardcross. Seinen zehnten und damit letzten Weltcup absolvierte er im Februar 2004 in Jōetsu, welchen er auf dem 35. Platz im Snowboardcross beendete.

## Weltcup-Gesamtplatzierungen
| Saison  | Parallelslalom | Parallelslalom | Snowboardcross | Snowboardcross |
| Saison  | Punkte         | Platz          | Punkte         | Platz          |
| ------- | -------------- | -------------- | -------------- | -------------- |
| 2000/01 | 10             | 105.           | -              | -              |
| 2001/02 | -              | -              | 32             | 84.            |
| 2002/03 | -              | -              | 221            | 48.            |
| 2003/04 | -              | -              | 56             | 76.            |